# Cuib (structură organizațională)
Cuibul, în raport cu organizațile de tip legionar, reprezintă o unitate organizațională de bază de tip teritorial local, structurată după principii de tip militar. Acest tip de structură se subordonează la rândul ei unor structuri ierarhice constituite la nivel departamental și regional.

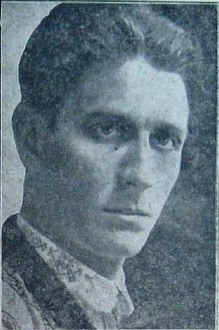
Modelul organizațional original a fost dezvoltat de Corneliu Zelea Codreanu.

Un astfel de cuib este menit să ofere suport activităților de școală ideologică și de activitate, proprii mișcărilor de tip legionar. În prezent a fost adoptat și de alte grupări ultranaționaliste europene. Modelul organizațional original a avut ca model de inspirație forme de organizare militară și monastică și a fost dezvoltat de liderul legionar Corneliu Zelea Codreanu, regulile de desfășurare a activității în cadrul unui cuib fiind precizate în cartea acestuia „Cărticica Șefului de Cuib”.

## Structură și ierarhie
Cuibul, format de 3 până la 13 membri grupați în funcție de vârstă și sex, este comandat de un lider. În timp ce persoanele vârstnice sunt organizate în grupuri de seniori, tinerii de sex masculin cu vârsta mai mică de 22 de ani sunt organizați în „Frății de cruce” (denumire cu origine în tradiția balcanică de a numi copiii botezați în aceeași apă, frați de cruce). Un cuib destinat persoanelor de sex feminin poartă apelativul de „cetățuie” (denumire cu referire la rolul fundamental jucat în cadrul familiei și casei de către femei și la rolul acestora de reproducere și protejare a națiunii).
Există desemnați un corespondent responsabil cu corespondența cuibului, un casier care strânge cotizațiile și un curier care asigură legăturile cu celelalte cuiburi și cu autoritățile superioare. Teoretic, avansul în ierarhia gradelor în cadrul cuiburilor legionare trebuie să se făcă pe bază de merit, de la „legionar”, la „instructor legionar” și ulterior la locțuitor de comandant și respectiv „comandant al Bunei Vestiri”.

## Încadrare în suprastructuri
Un nou cuib poate fi constituit de către un membru al altui cuib, care recrutează noi legionari. La rândul lor, fiecare grup de cuiburi formează o „familie”. Organizarea grupurilor se face în plan administrativ-teritorial la nivel districtual și regional.
Denumirea multora dintre cuiburile actuale este aceea a unor veterani legionari.

## Rol
Rolul cuibului este acela de a reprezenta o structură propice procesului de educație al membrilor, în acord cu principiile și ideologia legionară, funcția sa fiind aceea de impunere a unei discipline spirituală, morală și socială în acord cu cea de tip monastic.
Regulile fundamentale care trebuiesc respectate în mod teoretic în cadrul unui cuib sunt legate de: disciplină, muncă, tăcere, educație, ajutor reciproc și onoare. Sentimentele negative și calomnia trebuie interzise, iar dezacordul și critica sunt considerate a avea rol obstructiv, în ce privește spiritul legionar. Atmosfera tinde să aibă un caracter teatral, cu caracter solemn și prietenos, trebuind dominată de iubire frățească și de loialitate absolută.

## Activități
O întrunire tipică a unui cuib legionar cuprinde următoarele tipuri de activități:
- deschiderea activității printr-o rugăciune
- jurământ de deschidere
- lecturi din Noul sau Vechiul Testament
- lecturi dintr-o carte legionară
- cântare a 3-5 cântece legionare
- discutarea unor probleme de actualitate
- adoptarea de decizii
- evaluarea activităților desfășurate de la ultima întâlnire (stadiul realizărilor și gradul de îndeplinire a sarcinilor)
- plata cotizațiilor necesare finanțării activității
- rugăciune de încheiere
- jurământ de încheiere

De asemenea, cuiburile se pot angrena în diverse alte activități, precum activități lucrative (inclusiv de tipul celor desfășurate în tabere de muncă), participări la ritualuri religioase, marșuri sau pelerinaje.